# Pañ'
Pañ' (Panh, Terenõhẽ), jedna od tri glavnih suvremenih skupina Caingua Indijanaca, šira skupina Guarana. Naseljeni su sjeverno od rijeke Jejuí Guazú u južnom Brazilu, a nekada možda i u Argentini. 
Ponati su (uz Chiripe) po proizvodbnji strelica koje izrađuju od trstike tacuapi (Arundo donax), poznate u Brazilu i kao caña de Castilla. Imaju bogatu mitologiju; vrhovni stvoritelj je Tupã